# Titanebo
Titanebo es un género de arañas cangrejo de la familia Philodromidae.

## Especies
- Titanebo albocaudatus (Schick, 1965)
- Titanebo andreaannae (Schick, 1965)
- Titanebo californicus Gertsch, 1933
- Titanebo cantralli (Sauer & Platnick, 1972)
- Titanebo creosotis (Schick, 1965)
- Titanebo dispar (Schick, 1965)
- Titanebo dondalei (Sauer, 1968)
- Titanebo macyi Gertsch, 1933
- Titanebo magnificus Chamberlin & Ivie, 1942
- Titanebo mexicanus (Banks, 1898)
- Titanebo oblongus (Simon, 1895)
- Titanebo parabolis (Schick, 1965)
- Titanebo redneri (Cokendolpher, 1978)
- Titanebo texanus Gertsch, 1933